# André Poplimont
André Georges Poplimont, né le 18 avril 1893 à Anvers et mort le 27 février 1973 à Bruxelles, est un joueur de hockey sur glace et un escrimeur belge.

## Carrière
Membre du club de hockey sur glace du Cercle des patineurs anversois et de l'équipe de Belgique, il est quatrième du Championnat d'Europe 1924 à Milan et termine septième des Jeux olympiques de 1924 à Chamonix.
Il pratique aussi l'escrime, terminant quatrième de l'épreuve d'épée par équipes et participant aussi à l'épreuve individuelle d'épée lors des Jeux olympiques d'été de 1932 à Los Angeles.

## Famille
Il est le cousin des joueurs de hockey sur glace Jacques et Pierre Van Reysschoot.